# 澤列納 (納德沃爾納亞區)
48°31′35″N 24°22′4″E / 48.52639°N 24.36778°E
澤列納（烏克蘭語：Зелена），是烏克蘭的村落，位於該國西部伊萬諾-弗蘭科夫斯克州，由納德沃爾納亞區負責管轄，始建於十八世紀，面積4.53平方公里，2024年人口2,333。